# Campeonato Paulista de Futebol Feminino Sub-20 de 2023
O Campeonato Paulista Feminino Sub-20 de 2023 foi a segunda edição deste evento esportivo, um torneio estadual de futebol feminino organizado pela Federação Paulista de Futebol (FPF).
O título da edição foi conquistado pelo Ferroviária, que venceu a decisão contra o Santos, com um placar agregado de 3 a 2.

## Formato e participantes
O regulamento do Campeonato Paulista Sub-20 Feminino consistiu em três fases: na primeira, as nove agremiações participantes foram divididas em três grupos e se enfrentam em jogos de ida e volta, classificando o primeiro de cada chave, além do melhor quarto colocado às semifinais. Nas semifinais, dois embates eliminatórios foram formados conforme o cruzamento olímpico. Os nove participantes foram:
| Equipe              | Cidade                | Participações | Títulos  |
| ------------------- | --------------------- | ------------- | -------- |
| Corinthians         | São Paulo             | 1             | —        |
| EC São Bernardo     | São Bernardo do Campo | —             | —        |
| Ferroviária         | Araraquara            | 1             | 1 (2022) |
| Independente-SP     | Limeira               | 1             | —        |
| Nacional-SP         | São Paulo             | —             | —        |
| Red Bull Bragantino | Bragança Paulista     | 1             | —        |
| Santos              | Santos                | 1             | —        |
| São Paulo           | São Paulo             | 1             | —        |
| Ska Brasil          | Santana de Parnaíba   | —             | —        |

## Primeira fase
Os primeiros jogos da fase de grupos tiveram início em 12 de setembro, com a rodada inaugural sendo finalizada no dia seguinte. No dia 30 do mesmo mês, a primeira fase chegou ao seu término, e os seguintes clubes garantiram sua classificação para as semifinais: Corinthians, Ferroviária, Santos e São Paulo.

### Grupo 2
- O Nacional foi punido com a perda de três pontos.

## Fases finais
No dia 4 de outubro, as semifinais do campeonato tiveram início com o Clássico Alvinegro, que ocorreu em um jogo disputado na Vila Belmiro. Nessa partida, a equipe visitante, ou seja, o Corinthians, obteve uma vitória por 2–1. No dia seguinte, em outro embate decisivo, o São Paulo saiu vitorioso ao triunfar sobre sua adversária, a Ferroviária. Nas partidas de volta, a Ferroviária e o Santos triunfaram pelo placar mínimo, levando as partidas para a disputa de pênaltis e se os classificando para a final.
Na primeira partida da final, realizada em 15 de outubro na arena da Fonte Luminosa, a Ferroviária derrotou o Santos por 2–1. O clube araraquarense se consagrou campeão após empatar por 1–1 no jogo de volta, que ocorreu em 21 de outubro no estádio Bruno José Daniel.
|  | Semifinais  | Semifinais | Semifinais | Semifinais |   |             | Final | Final | Final | Final |
|  |             |            |            |            |   |             |       |       |       |       |
|  | Ferroviária | 0          | 1          | 1 (3)      |   |             |       |       |       |       |
|  | São Paulo   | 1          | 0          | 1 (1)      |   |             |       |       |       |       |
|  | São Paulo   | 1          | 0          | 1 (1)      |   | Ferroviária | 2     | 1     | 3     |       |
|  |             |            |            |            |   | Ferroviária | 2     | 1     | 3     |       |
|  |             | Santos     | 1          | 1          | 2 |             |       |       |       |       |
|  | Santos (p.) | Santos     | 1          | 1          | 2 | 1           | 1     | 2 (5) |       |       |
|  | Santos (p.) |            |            |            |   | 1           | 1     | 2 (5) |       |       |
|  | Corinthians | 2          | 0          | 2 (3)      |   |             |       |       |       |       |